# بخش کونیلو
بخش کونیلو (به سوئدی: Kungälvs kommun) یک ناحیه شهری در سوئد است که در شهرستان وسترا گوتلاند واقع شده‌است.